# 今敏
今 敏（こん さとし、1963年〈昭和38年〉10月12日 - 2010年〈平成22年〉8月24日）は、日本のアニメ監督、漫画家。鰐淵 良宏（わにぶち よしひろ）名義を使用することもある。北海道札幌市生まれ、釧路市出身。アニー賞生涯功労賞（ウィンザー・マッケイ賞）受賞者。
日本アニメーター・演出協会（JAniCA）会員。
PANTA& HAL、PARACHUTEなどの活動で知られるギタリストの今剛は実兄。
新作『夢みる機械』準備中の2010年8月24日に膵臓癌で死去。享年46。

## 来歴

### 生い立ち
北海道釧路市（出生地は札幌市）出身。父の転勤により4歳から小学4年生までを釧路、小学4年生から中学2年生までを札幌、中学3年生から高校3年生までを再び釧路で過ごす。漫画家の滝沢聖峰は札幌時代の小中学校の同級生である。釧路で過ごした高校時代と上京後の生活とのギャップは、後年の作品の主要テーマである「イマジネーションと現実の融合」の形成に少なからぬ影響を与えたという。
高校生の時、日本のコミックシーンのその当時のちょっとしたブームであったニューウェイブに影響されて読むだけでなく自分で漫画を描こうという気になった。北海道釧路湖陵高等学校卒業後、武蔵野美術大学視覚伝達デザイン学科に進学、グラフィックデザインを専攻し卒業。

### 漫画家デビュー
大学在学中の1984年、『虜 -とりこ-』で『週刊ヤングマガジン』（講談社）の第10回ちばてつや賞（ヤング部門）優秀新人賞を受賞し、1985年にちばてつや賞佳作を受賞した『カーヴ』で漫画家としてデビューを果たす。これをきっかけに、大友克洋のアシスタントとして働くことになった。
1987年に大学を卒業すると、1990年に『週刊ヤングマガジン』（講談社）で発表された『海帰線』で初の連載となる。1991年には大友が初監督した実写映画のコミカライズ作品である『ワールドアパートメントホラー』などを発表。

### アニメ業界へ
1991年、大友が原作・脚本を手掛けたアニメ『老人Z』（監督は北久保弘之）で初めてアニメ製作に携わる。作品では美術設定・レイアウト・原画を担当した。
1992年ごろから大友監修のオムニバスアニメ映画『MEMORIES』（1995年公開）の中の「彼女の想いで」（森本晃司監督）に脚本・美術設定・レイアウトとして参加するが、その役職以上に作品全体で今の果たした役割が大きかったとされている。当初はキャラクターデザインも担当する予定だったが、ラフスケッチだけにとどまった。また、この作品で今は初めて「イマジネーションと現実の融合」を作品のテーマとして取り入れた。
1993年、押井守監督の『機動警察パトレイバー 2 the Movie』にレイアウト担当の一人として参加する。押井は前作『機動警察パトレイバー the Movie』の時に、レイアウトを精度高く描くことで空間感を表現し、演出家の意図を徹底するという演出法に挑戦した。これはレイアウト担当として信用できるアニメーターを揃えられなければ成立しない手法でもあるため、前作では2人だった人員を6人に増やし、その一人として今も選ばれた。
1993年から1994年に制作されたOVA『ジョジョの奇妙な冒険』（北久保弘之監督）の第5話「花京院 結界の死闘」では脚本・絵コンテ・演出・構成も手掛け、演出家デビューを果たす。全体的に評価の高かったこのOVAシリーズの中でも傑出したエピソードとして「今 敏」の名前を強烈に印象づけた。
1994年から押井守が原作を担当し、今が作画を担当する漫画『セラフィム 2億6661万3336の翼』が月刊アニメ誌「アニメージュ」で連載される。しかし、連載が進むにつれて2人の間に意見の齟齬が生まれて休載、そのまま未完に終わった。押井との対立により、連載開始から1年以上経過したころには、押井の表記は原作ではなく原案に変更されていた。しかし押井は2019年に今について「最高のパートナー」であったと言及している。1996年に今は漫画家としての活動を終え、アニメ制作に専念することになる。

### 監督デビュー
1997年、劇場用アニメ『PERFECT BLUE』で監督デビューを果たす。きっかけは、映画の制作会社マッドハウスの丸山正雄からさそわれたこと。漫画家時代からそれまでの今の仕事をチェックしていた丸山は、「ジョジョの奇妙な冒険」で今が担当した回を気に入っていた。企画段階での「『アイドル』『ホラー』『ストーカー』の3要素を織り交ぜる」という竹内義和の原作に基づいたシナリオに今が満足せず、竹内の同意を得てから村井さだゆきの協力によりシナリオが全面的に書き換えられた。猟奇的なモチーフも盛り込んだ当時のアニメ映画としてはかなりの異色作だったが、高い評価を獲得。特に海外での成功は、後のグローバルでの今の評価につながった。
『PERFECT BLUE』の後、以前からファンであった筒井康隆の小説『パプリカ』（1993年発表）の映画化を考えていたが、『PERFECT BLUE』の配給会社の倒産によって計画が頓挫。新たなオリジナル作品の制作に取り掛かる。
2002年、『千年女優』が劇場公開される。『PERFECT BLUE』と同程度の低予算で製作されたが（概算で1億2,000万円）、前作以上の成功を収め、多くの賞に輝いた。北米公開の配給会社はドリームワークス系のゴー・フィッシュ・ピクチャーズが担当、日本アニメには珍しく大手映画会社が関わった。本作は今が長年のファンであった音楽家の平沢進との初タッグを組んだ作品で、以降の作品でも音楽を担当している。
2003年、『東京ゴッドファーザーズ』が劇場公開。北米公開はソニー・ピクチャーズ系のデスティネーション・フィルムズが担った。またこの作品からセルアニメではなく、デジタルアニメとなった。
2004年、初にして唯一のTVシリーズとなる『妄想代理人』を製作。数々の社会的なテーマも取り入れられ、映画では吸い上げることが出来なかった今が日頃から温めていたアイデアが再表現されている。
2006年、最後の長編作品となる『パプリカ』が劇場公開される。かねてから計画を温めていた作品であり、今による映像化は原作者の筒井たっての希望でもあったとされる。数年来の構想が実現した本作はそれまで今が培ってきた演出テクニックがまとめて投入された「集大成」といった趣きのエンターテインメント作品で、主人公パプリカの造形をはじめ、今作品の中では最もキャラクター性が前面に出た「アニメらしい」作品でもある。今は本作でも物語の要約だけではなく独自の解釈を加え、「基本的なストーリー以外は全て変えた」とコメントしている。この作品も成功を収め、様々な映画祭で賞に輝いた。
2007年にNHKで放送された『アニ*クリ15』に参加。押井守や新海誠らの作品とともに、寝起きの女性の様子をスケッチした1分間の短編『オハヨウ』が放送された。同年、日本アニメーター・演出協会（JAniCA）の設立に参与する。2008年から死去するまでの2年半の間、母校の武蔵野美術大学映像学科アニメーション分野の客員教授を務める。

### 晩年～死去
その後、今は次回作として「3台のロボットの冒険を描く子ども向け映画」という長編『夢みる機械』の制作に着手。今が初めて企画する子どもも楽しめるアニメ映画ということで、その内容は「地球上に住んでいるのはロボットのみとなった未来を舞台に、津波によって楽園から追い出される格好となったリリコとロビンの2体のロボットが「電気の国」を目指して旅をする姿を描く」というものだった。
しかし、制作を始めた矢先の2010年に体調を崩し、5月に病院で診断を受けたところ、末期の膵臓癌と診断される。余命半年と宣告された後は、著作権管理会社の設立・遺言状の作成・在宅死の準備など、身の回りの整理をしながら亡くなる前日までブログも更新していた（ただし、存命中は自分が病気であることは伏せていた）。
2010年8月24日、逝去。46歳没。翌日付のブログに、「さようなら」というタイトルで、生前に書き留めていたファンに向けてのメッセージが公開され、約40万PVのアクセス数を集めた。関係者向けに開かれた「今 敏監督を送る会」には、彼の作品に関わった鈴木慶一や平沢らが出席した。

### 遺作『夢みる機械』について
同2010年11月、今の作品を制作してきたアニメスタジオ、マッドハウスが未完に終わった『夢みる機械』の制作続行を正式に発表。作画監督の板津匡覧が監督代行を務めることも併せて発表された。しかし、2011年に金銭的な理由でプロジェクトは中断してしまった。今の劇場作品をすべてプロデュースした丸山正雄はその後も4、5年ほどプロジェクトを続行しようと粘り続け、2012年時点では「2017年までに映画を完成させるための資金を集めるつもりだ」と語っていた。
しかし、その後は資金の問題よりも「誰が今敏の才能を引き継ぐことができるか」という問題に直面。のちに丸山は、「今の日本のアニメ界にはテイストの違った優秀な監督はいるが、今監督と同じ力量を持つ監督がいない。今のところ今以外では考えられず、プロジェクトを凍結してプランのままで終わらせるしかなかった」「今監督は『夢みる機械』の脚本と絵コンテ、フィルムの一部までを残していた。私は（今の死後）5年の間考え続けたが、今監督がやり残したものを誰か他の人が引き継いで指揮をとってしまうと、それはもう今監督の映画ではないのだとようやく気付いた」と語っている。しかし完全に制作をあきらめたわけではなく、「海外の才能ある監督がやってくれるのであればやらないとは限らない」として再始動の可能性がゼロではないことも示唆している。

## 制作体制
オリジナル作品（『千年女優』『東京ゴッドファーザーズ』『妄想代理人』など）においては、「映画製作のためにストーリーを考案する」のではなく「ストーリーの考案後に映画製作に耐えうるか考える」方式で制作され、『パプリカ』のような"原作もの"では、物語に忠実ではなく、独自の解釈を入れつつ、脚本家とともにストーリーを構成していく形が取られた。
今の絵コンテには画面の構図の取り方、演出の意図、話の流れなど、自身の作品へのイメージがすべて集約されており、作画担当者がそれを見れば大抵のことが分かるようになっている。テレビシリーズでも自身で絵コンテを担当した回は他の回以上にきっちりとしたコンテを描き、そのコンテを拡大してレイアウトにしていた。原画マンにはそのレイアウトを元に直接原画にしてもらうことで作業を端折って時間を稼いでいた。絵描きとしてもすぐれていて、とにかく絵を見る目、表現する力が圧倒的で、しかもそれを短時間で行う。絵コンテも、いきなり描きはじめるわけではなく、脚本に線を引いてどこでカットを割るのかということを熟考してから、絵コンテ用紙にまずラフから描きはじめる。パース線を引いて、ラフを描いて、クリンナップするという工程をきちんと踏みながら、それでいて高クオリティのコンテ1話分を2週間くらいで描いてしまう。
平沢進の音楽と同様にデジタル特有の無機質さやロジカルな部分と今の感性や作品は合っていたようで、早い時期からデジタル技術に可能性を感じてそれができる人間を好んで使っていた。また今の場合、自身でもフォトショップを使って背景に手を入れたり特効を入れたりもできたので、自分でセルデータに1枚ずつフォトショップで処理をかけて統合し、そのセルを撮影に渡すことまで行なっていた。完全にデジタルアニメに移行してからは、意識的に自身の作品のライブラリー化を図っていた。ライブラリー化はデジタルの特性だといち早く目をつけ、そうすればクオリティの高い素材をより効率的に量産できるだろうと考えて、『東京ゴッドファーザーズ』から始めていた。
アニメ業界で仕事をするようになってからも監督と兼業でリアルタッチのキャラクターデザインを自ら手がけており、作画担当者と共同でデザインしている。また劇中に登場する映画のポスターなども今自身が描いている。
今と関わった主なスタッフは、美術監督の池信孝、音響監督の三間雅文、音楽を担当した平沢進など。背景美術に関しては、池信孝が一貫して担当している。制作費はおおよそ数億円と日本の一般的なアニメの制作費を考えればはるかに少ないが、これについて「低予算でも質の高い作品が製作できるのは、スタッフの賜物である」と述べている。

## 作風
「虚構と現実の混淆」という主題は今敏作品を象徴するキーワードであり、『PERFECT BLUE』から『パプリカ』、そして遺作となった短編『オハヨウ』までの各作品の中で、様々なアプローチで「虚構と現実」の関係を描いている。『PERFECT BLUE』では次第に虚構と現実の境界が曖昧になっていく様子が描かれ、騙し絵のような世界が繰り広げられた『千年女優』や夢の中に入ることを可能にする装置のおかげで夢の世界に出入りすることが出来る『パプリカ』では虚構と現実が最初から継ぎ目なく繋がり、登場人物が虚構と現実を自在に往還する姿が描かれた。あらすじだけ見ると「虚構と現実」のモチーフは取り扱われていないように見える『東京ゴッドファーザーズ』も、リアルに描かれているように見える現実の東京のホームレスの生活の中に「奇跡と偶然」という「虚構」が次々と入り込んでくる。
キャラクターデザインやその表現方法から、一見すると、今作品はリアル志向のように見える。実際、それぞれの作品はレイアウトの段階から今の手が入っており、空間的な正確性、人物のデッサンなどの点で確かに"リアル"に見えるように出来上がっている。だが今が目指しているのは、「『あたかも現実のように見える風景・人物』を描き出すこと」ではなく、「『現実のように見える風景・人物』が、ふいに『虚構』や『絵』であることを露わにしてしまう瞬間を描くこと」である。大友作品や押井作品などスタッフとして参加した作品ではリアリティを獲得するために発揮したそのリアルな世界を描き出す力を、自身の作品では「現実から虚構への転換」という落差を最も効果的に見せるために活用している。今作品のリアルに見える世界はリアルなままであることはなく、突然、見知らぬ世界へと変容し、観客を幻惑するためのものである。

## 影響
アーティスト、芸術家、文人などの中で、今の表現スタイルに最も影響を与えたのは平沢進の音楽である。平沢の音楽や制作への態度に多くを学び、自分の作る物語や構想は彼の影響に負うところが大きいと語っていた。映画をフラクタル的に統御する発想は、音楽制作にフラクタルを生成させるプログラムを応用している平沢進に由来する。また平沢の歌詞をきっかけにユング心理学や日本でのその第一人者である河合隼雄の古来から伝わる神話や昔話を心理学的に読み解く著作に興味を持ち、そのことがストーリー作りや演出に大きな影響を与えた。『パーフェクトブルー』から企画段階で中断している『夢みる機械』までのすべての作品は平沢進の楽曲からインスピレーションを受けている。今の葬儀の際、出棺時には『千年女優』のテーマソングだった平沢の楽曲「ロタティオン (LOTUS-2)」が使用された。
今は、人生で触れてきた文章や絵画や音楽、映画、漫画、アニメ、テレビ、演劇などすべてのものから影響を受けていると語っている。漫画なら手塚治虫や大友克洋、アニメなら宮崎駿、映画なら黒澤明を始め国内外のあまたの監督の名画に多くのことを学んだ。
子供のころに慣れ親しんでいたのは『鉄腕アトム』『ジャングル大帝』『リボンの騎士』等の手塚治虫のマンガやアニメーション作品だった。
アニメ作品では、中学・高校の頃に当時のアニメファンが夢中になっていた『宇宙戦艦ヤマト』『アルプスの少女ハイジ』『未来少年コナン』『銀河鉄道999』『機動戦士ガンダム』といった作品を熱心に見ていた。
大友克洋の影響は強く、特に感化された作品は『童夢』と『AKIRA』で、特に『童夢』は「読んだことのあるマンガの中で1本だけ映画を作ってもいいならそれがいいと思った」と言うほどである。また高校生の時に大友らが始めたニューウェイブのムーブメントに影響を受け、自分で漫画を描こうという気になった。それまでのマンガになかったリアリズムを湛えた作品や本来は物語の主人公には絶対になりえない人物に焦点を当てて特に何も起こらない話を圧倒的な描写力で描くというそのやり方に触れて啓蒙された。自身の絵についても、漫画家時代に大友のアシスタントをしながら活動していたせいもあってか、絵柄にその影響を受けていると語っている。また絵については、アニメ業界に入ってからはアニメーターの沖浦啓之、井上俊之、本田雄、安藤雅司、美術設定の渡部隆などに多大な影響を受けたとしている。
大学に入ってからは実写映画ばかりを見ていた。ほとんどの作品をビデオで見て、シーンの設定やフォーマット、演出などを参考にして漫画を描くことを日課にしていた。彼が見た映画の9割はアメリカ製のもので、彼は「自分なりの映像の文体はハリウッド映画から大いに学んできた」と語っている。ただし特定の作品や特定の監督だけに影響を受けたということはなく、見たことのある映画すべてから少しずつ影響されたのだという。具体的な例としては『千年女優』の中で、黒澤明の『蜘蛛巣城』や小津安二郎の映画、チャンバラ物のヒーロー「鞍馬天狗」、あるいは日本の大スター 「ゴジラ」のイメージを借用しているシーンなどがあり、それと知らずに何らかの映画からイメージを借りているところもあるという。あくまで映画の中の彩りという意味合いが強いそれらに対し、「千年女優」に直接的に影響を与えているのはジョージ・ロイ・ヒル監督の「スローターハウス5」（原作はカート・ヴォネガットの小説）を挙げている。主人公を追いかけながら映画の中でさまざまな場所や時間が同時に表現されていることにとても感銘を受けたという。学生時代に最も影響を受けたのも、1本の映画ではなく、テリー・ギリアムの作品群だった。ファンタジーでありながら描写は辛辣で、あらゆる点を詳細に説明するのではなく、全く別の場所に演出を移して、一つのテーマを鮮やかに描き出すところが気に入った。特に好きな彼の作品は『時の山賊』『未来世紀ブラジル』『ミュンヒハウゼン男爵の冒険』。ただし、今が映画作家としてその作品やそれにまつわる書籍等に最も多く目を通したのは黒澤明である。
小説に関しては、歴史小説の大家である司馬遼太郎の作品群に触れたことが自身と日本の関係を考える上で大きな影響があった。また海外での翻訳の多い村上春樹の小説にも非常に刺激を受けた。小説を読む前に映画『ブレードランナー』を見たフィリップ・K・ディックに関してはすべての作品を読んだわけではないが、好んで読む作家の一人であり、彼の影響で悪夢のイメージにとても興味を持つようになった。『パプリカ』を監督する前から筒井康隆の作品のファンで、特に二十歳前後の頃に集中的に筒井作品を読んで大きな影響を受けたという。それは、自分でもどこをどう影響されたのか分からないくらい、物を作るための根本的な部分での影響だったという。筒井康隆作品の魅力は「常識からの逸脱」、つまり常識外のものを常識的に組み合わせる、あるいは常識内のものを非常識な仕方で組み合わせるような捩れにこそあるという。彼が筒井の諸作品に学んだことは、｢常識という枠組みを疑え｣ということ。多くの人が共有しているであろう常識内で世界観を構築したところで、結局は常識の範囲にとどまるものにしかならないからである。

## 評価
日本国内だけでなく、その功績は海外からも高い評価を受け、世界中に数多くのファンを持つ。2010年に46歳の若さで他界した際、その衝撃は日本のみならず世界に広がり、ロサンゼルス・タイムズがサイトのトップで顔写真を添えて訃報を伝え、ニューヨーク・タイムズも長文の追悼記事を掲載した。その評価の高さは、米タイム誌が発表した「2010年を代表する人」特集のFond Farewells部門（同年に亡くなった人を紹介する部門）で、J・D・サリンジャーなどと並んで選出されたことでもうかがえる。国内外の歴代名作映画のランキングにたびたび作品が挙がるのもその1つ。2008年の米国ニューズウィーク誌日本版が選んだ歴代映画ベスト100には『パプリカ』が日本アニメから唯一選ばれた。2014年の英国の名門映画雑誌「トータルフィルム」による歴代アニメーション映画ベスト75には『パーフェクト ブルー』『千年女優』『東京ゴッドファザーズ』と3作品もラインアップされた。2020年にも米国批評サイト「ロッテン・トマト」のアニメーション映画ベスト60に『千年女優』が、英国映画協会による最も優れた日本映画の2006年作品に『パプリカ』が入るなど、こうした選出は数え切れない。
カナダ・モントリオールで開催されるファンタジア国際映画祭は今敏監督の功績を讃え、2012年よりアニメーション部門の最高賞を「今 敏賞」という名前で呼ぶことにした。2019年にアニー賞のウィンザー・マッケイ賞（生涯功労賞）を受賞した。
今敏は、その死後も世界中のクリエーターに大きな影響を与えている。彼のリアリスティックな映像表現や鮮やかなカッティングに影響を受けた作家や作品は実に多く、その影響は世界中の至る所で見受けられ、存命であればシルヴァン・ショメと並んでアカデミー賞の筆頭候補になっていたであろうとも言われる。
特に今の場合、海外の映画監督への影響が顕著で、数々の映画賞に輝いたサイコスリラー映画『ブラック・スワン』の監督として知られるダーレン・アロノフスキーもまた、彼から大きな影響を受けた一人である。彼は特に『PERFECT BLUE』に強い影響を受けており、2001年に行われた今との対談で、代表作の一つで自身の監督・脚本による『レクイエム・フォー・ドリーム』に出てくる『PERFECT BLUE』に影響されたようなシーンや丸ごと真似たようなカットが全てオマージュであることを認めている。その際、今はアロノフスキーに彼が『PERFECT BLUE』の実写化権を買ったという噂についても聞いているが、それについてアロフスキーは「契約実現のために具体的な値段の交渉もしていたが、『アロノフスキー以外が監督することはない』という条件を盛り込めなかったことなどが原因で契約に至らなかった」と答えている。その時にアロノフスキーは今に対し、まだ『PERFECT BLUE』を実写化したいと思っている旨を伝えている。また代表作『ブラック・スワン』は、本国アメリカでは『PERFECT BLUE』から強い影響を受けていると批評家の間で評判になった。そしてクリストファー・ノーラン監督・脚本・製作による2010年のアメリカ映画『インセプション』も、今の『パプリカ』からビジュアル的なインスピレーションを受けていることが濃厚に見て取れる。
それ以外にも、CGアニメ映画『スパイダーマン:スパイダーバース』共同監督のボブ・ペルシケッティ、ピーター・ラムジー、ロドニー・ロスマン、第92回アカデミー賞にノミネートされたフランス制作のNetflixオリジナルアニメ『失くした体』の監督ジェレミー・クラパン、韓国の実写ゾンビ映画『新感染 ファイナル・エクスプレス』で知られるアニメ監督のヨン・サンホ、台湾のアニメ映画『幸福路のチー』の脚本と監督を兼任したソン・シンイン (宋欣穎)など、気鋭の監督が多数いる。また中国でも『紅き大魚の伝説（大魚海棠）』（Netflix）の原作・脚本・監督の梁旋（リャン・シュエン）のように今敏に影響を受けた/今敏を好きだというアニメ業界人・ファンは実に多く、中国アニメ初のベルリン国際映画祭コンペティション部門出品作となった『大世界 Have a Nice Day（原題）』を監督した劉健の処女作『刺痛我（Piercing I）』にも影響が見受けられる。
もちろん、日本のアニメ業界のクリエイターからも一目も二目も置かれているのは、唯一のテレビシリーズ『妄想代理人』（2004年）に結集したスタッフを見れば一目瞭然である。アニメではアニメーターが役者の役割を担っているということを考えると、『妄想代理人』は「空前絶後のオールスターキャスト」と言っても過言ではない。
今の名前が本格的に世に出たきっかけは、1998年の『PERFECT BLUE』であることは確かである。海外での活躍は格別で、ベルリン国際映画祭のフォーラム部門に正式招待されたのをはじめ、ファンタ・アジア映画祭（現ファンタジア映画祭）グランプリやアヌシー国際アニメーション映画祭、シッチェス・カタロニア国際映画祭と、最終的には50を超える国際映画祭で紹介された。2020年現在でこそ日本の長編アニメは世界中の映画祭で引っ張りだこであるが、1990年代後半では異例のことだった。当時、『パーフェクト・ブルー』は各映画祭で絶賛され、ハリウッドのダーレン・アロノフスキー監督が実写リメイクの撮影を検討するなど、高い評価を受けていた。しかし、その時点での今の評価は、日本アニメを好きなコアな映像関係者やファンの一部にとどまっていた。メディアや映像分野の論者からの扱いは限定的で、あくまでヤングアダルト向け日本アニメの傑作の1つという扱いだった。本格的に認知が高まるには、2002年の『千年女優』、2003年の『東京ゴッドファザーズ』の公開を待たねばならなかった。ここで再び映画監督として作品発表したことが意味を持った。
日本のアニメ業界には大勢の実力派監督がいるが、海外で名前が言及されるのは、宮崎駿、高畑勲、大友克洋、押井守といった映画を主な表現の場とする監督の名前である。海外ではテレビシリーズよりも映画に作家性が現れるとして、映画監督に対する批評を重視する傾向が強い。そのことがOVAで評価を高めた川尻善昭や、当時はテレビシリーズが活躍の中心であった庵野秀明との知名度の差にもなっている。今の場合も、最初の『PERFECT BLUE』、それに続く2作品が映画だったために「今敏は映画監督である」と世界的に認知され、それによって前者に並ぶ1人になった。今敏のドキュメンタリー映画『今敏 イリュージョニスト』を監督したパスカルアレックス・バンサンによれば、フランスで映画を学ぶ若者の多くが今敏を好きな監督の一人に挙げており、『インセプション』などの作品を好きになって調べるうちにたどり着くというパターンが多いという。
海外先行とされている今の評価だが、実際は海外でも多く語られるようになったのは2000年代前半の『千年女優』『東京ゴッドファザーズ』公開時からであり、さらに批評家や研究者が積極的に語るようになったのは2000年代後半以降になってからのことである。今に関する最も早い主要な論文は、2006年に米国の研究家スーザン・ネイピアが発表した『"Excuse Me, Who Are You?": Performance, the Gaze, and the Female in the Works of Kon Satoshi』で、その後2010年代になって研究論文・批評は急激に増えていく。生前も海外での今に対する賛辞は数え切れないほどあったが、今の数々の栄誉や評価は亡くなる直前あるいはむしろ没後のものである。
今の評価は、日本には逆輸入されている印象が強いが、第3回新潟国際アニメーション映画祭で特集されるといった動きもある。海外ではアメリカ、ヨーロッパ、中国などでアニメーション関係者の多くが尊敬する監督として今の名前を挙げるが、それだけでなく、前述のダーレン・アロノフスキーやギレルモ・デル・トロといった実写映画の旗手たちも今を支持する。通好みで時代の先端を走る数々のクリエイターがジャンルを超えてリスペクトを示すところに今作品の特徴があり、それは今自身がそういった人物だったことを反映している。日本での評価が海外に比べると薄いと指摘されるのは、こうした映像関係者からのリスペクトの違いが関係する可能性がある。日本でもアニメやマンガ関係者が今への深い敬愛を示すことは多い一方で、ジャンルを超えた実写映画や他のエンタメ業界からは、そうした声はあまり聞かれない。日本では同じ映像表現であっても、実写とアニメは別ジャンルと捉えられがちで、実写関係者がアニメ映画やテレビアニメ、およびその作り手を語ることは少ない。日本特有の実写とアニメの断絶、日本映画界の保守性が国内と海外との評価の違いを生み出している。
今敏を回顧するドキュメンタリーを撮ったパスカルアレックス・バンサンによれば、生前の今には気難しい一面があり、「大変な目に遭った」関係者もいたなど、必ずしも付き合いやすい人物ではなかったという。バンサンはインタビューした関係者から得たそのような今の印象を意外だったとしたが、こうした二面性から溝口健二や小津安二郎のような映画人を想起させたとも語った。

## 作品

### 監督作品

#### アニメ映画
- PERFECT BLUE（1997年） - 初監督作品[27]。同作は、ベルリン国際映画祭招待作品となる[18]。
- 千年女優（2002年） - ドリームワークスにより世界配給された[35]。アカデミー賞長編アニメ映画賞候補作品に選出[91]（ノミネート落ち[92]）。
- 東京ゴッドファーザーズ（2003年） - アカデミー賞長編アニメ映画賞候補作品に選出[91]（ノミネート落ち[92]）。
- パプリカ（2006年） - 公開に先駆け第63回ヴェネツィア国際映画祭のコンペティション部門に出品。アカデミー賞長編アニメ映画賞候補作品選出[93]（ノミネート落ち[94]）。

#### テレビアニメ
- 妄想代理人（2004年）[注 6][95] - WOWOWで放送された。初のテレビアニメーション作品。
- オハヨウ（2007年） - NHKの「アニ＊クリ15 Third Season」の中で一作品として放送された短編[96]。

### テレビCM
- 第一生命 - 田中麗奈が出演していた「第一でナイト」のアニメ版を制作したが未公開[97]。今はコンテと演出、本田雄が作画を、平尾隆之が撮出しを担当した[97]。

### 漫画作品
- 『海帰線』講談社〈ヤンマガKCスペシャル[98]〉、1990年8月発行、B6判、ISBN 4-06-102216-4 - 講談社『週刊ヤングマガジン』1990年17号 - 23号、25号 - 29号連載[15]。
  - ビー・エス・ピー版：1999年7月発行、ISBN 4-568-73003-1
  - 新装版：2011年1月発行、ISBN 978-4-06-376033-0
- 『ワールド・アパートメントホラー』（短編「ワールド・アパートメントホラー」のみ大友克洋・信本敬子原作）講談社〈KCデラックス[99]〉、1991年8月発行、A5判、ISBN 4-06-313241-2
- 『セラフィム 2億6661万3336の翼』（原案：押井守、未完） 徳間書店の月刊誌『アニメージュ』1995年5月号 - 1996年11月号[23]に掲載。単行本は没後に今の追悼作品として刊行された[100][101]。
  - 限定版：2010年12月4日発売、ISBN 978-4-19-950220-0
  - 通常版：2010年12月13日発売[100]、ISBN 978-4-19-950223-1
  - 増補復刻版：2019年10月[24]17日発売、ISBN 978-4-8354-5698-0
- 『OPUS』（未完[102]） - 学習研究社の月二回刊誌『コミックガイズ』1995年第10号 - 1996年第6号[注 7]に掲載。次の1996年第7号で同誌は休刊となり、当作品は未完のまま単行本も発行されなかった。没後に刊行された単行本（徳間書店）には、発見された未完成原稿が「未発表の最終話」として収録された[102]。
  - 上巻：2011年1月発行、ISBN 978-4-19-950221-7
  - 下巻：2011年1月発行、ISBN 978-4-19-950222-4
  - 完全版：2019年7月発行、ISBN 978-4-8354-5683-6
- 『夢の化石 今敏全短篇』講談社、2011年2月発行、ISBN 978-4-06-376032-3 - 漫画家として発表した短編15作品をすべて収録した作品集[103]。「虜 -とりこ-」、「カーヴ」、「ばか騒ぎ」、「野球小僧」、「キンチョーの夏」、「フォーカス」、「あけてぞけさは…」、「KIDNAPPERS」、「お客様」、「太陽の彼方」、「わいら」、「JOYFUL BELL」、「PICNIC」、「砂漠のイルカ」、「芭蕉翁の冒険」収録[104]。

### 著書
復刻版の出版社は特記の無い限り復刊ドットコム。
- 『KON'S TONE 〜「千年女優」への道〜』晶文社、2002年9月発行、ISBN 4-7949-6546-X
  - 「復刻版」2013年10月発行、ISBN 978-4-8354-4973-9
- 『妄想代理人』角川書店、2004年5月発行、ISBN 4-04-425005-7 - 同名のアニメのスピンオフ小説で、梅津裕一との共著。
- 『PLUS MADHOUSE（プラス マッドハウス）1 (キネ旬ムック)』キネマ旬報社、2007年8月発行、ISBN 978-4-87376-645-4
  - 「復刻版」2015年7月発行、ISBN 978-4-8354-5228-9

### 関連書籍
- 佐々木努（編）：『今敏 アニメ全仕事』ジー・ビー、2011年6月発行、ISBN 978-4-901841-94-8
- 今敏：『今敏画集 KON'S WORKS 1982-2010』KADOKAWA、2013年12月発行、ISBN 978-4-04-110571-9
- 今敏、マッドハウス KON'S TONE 監修：『今敏 絵コンテ集 PERFECT BLUE』復刊ドットコム、2015年3月発行、ISBN 978-4-8354-5141-1
- 今敏：『今敏 絵コンテ集 パプリカ』復刊ドットコム、2017年8月発行、ISBN 978-4-8354-5519-8
- 今敏：『今敏 絵コンテ集 千年女優』復刊ドットコム、2018年3月発行、ISBN 978-4-8354-5576-1
- 今敏：『今敏 絵コンテ集 東京ゴッドファーザーズ』復刊ドットコム、2018年8月発行、ISBN 978-4-8354-5606-5
  - 「軽装版」復刊ドットコム、2019年8月発行、ISBN 978-4-8354-5693-5
- 今敏:『KON'S TONE 「妄想」の産物』復刊ドットコム、2020年8月発行、ISBN 978-4-8354-5746-8
- 今敏：『今敏 絵コンテ集 妄想代理人/オハヨウ』復刊ドットコム、2023年8月発行、ISBN 978-4-8354-5897-7

### その他参加作品
- 老人Z（美術設定・レイアウト・原画）[18]
- ワールド・アパートメント・ホラー（原案）[105]
- 機動警察パトレイバー 2 the Movie（レイアウト）[106]
- 彼女の想いで（脚本・設定）[107]
- P-MODEL結成20周年プロジェクト 音楽産業廃棄物（改訂P-MODELメンバーの平沢進、小西健司、福間創の3人の写真をコンテで起こしている）[108]

## 受賞歴
- 第47回アニー賞 (47th Annie Awards) （2019年）ウィンザー・マッケイ賞（生涯功労賞）[109][110]

『PERFECT BLUE』
- ベルリン国際映画祭招待
- 第2回ファンタジア映画祭アジア部門大賞
- 第17回ポルト国際映画祭アニメーション部門大賞

『千年女優』
- 第5回文化庁メディア芸術祭アニメーション部門大賞
- 第57回毎日映画コンクール大藤信郎賞
- 東京アニメアワード2003・劇場映画部門最優秀作品賞
- 第6回ファンタジア映画祭最優秀アニメーション映画賞・芸術的革新賞
- 第33回シッチェス・カタロニア国際映画祭（スペイン）最優秀アジア映画作品賞

『東京ゴッドファーザーズ』
- 第7回文化庁メディア芸術祭アニメーション部門大賞
- 第58回毎日映画コンクールアニメーション映画賞
- 第24回ベルギー国際アニメーションフェスティバルプリベTV映画賞
- 第18回デジタルコンテンツグランプリ 経済産業大臣賞
- 第36回シッチェス・カタロニア国際映画祭（スペイン） 最優秀アニメーション映画観客賞
- Future Film Festival（イタリア） 最優秀作品賞
- 東京アニメアワード2004・コンペティション劇場映画部門 優秀作品賞
  - 個人賞・監督賞：今敏
  - 個人賞・美術賞：池信孝

『パプリカ』
- 第12回アニメーション神戸 作品賞・劇場部門
- 第14回Chlotrudis Awardsベストデザイン賞
- 第25回ポルト国際映画祭Critics' Award受賞
- 第35回モントリオール・ニューシネマフェスティバルPublic's Choice Award受賞
- 第8回ニューポート・ビーチ・フィルム・フェスティバルFeature Film Award受賞
- 東京アニメアワード2007 優秀作品賞劇場映画部門、個人部門音楽賞（平沢進）